# صموئيل دوغلاس
صموئيل دوغلاس (بالإنجليزية: Samuel Douglas)‏ هو محامي وسياسي أمريكي، ولد في 1781 في مقاطعة لندنديري في المملكة المتحدة، وتوفي في 8 يوليو 1833 في هاريسبرج في الولايات المتحدة.